# Kościół Świętych Apostołów Piotra i Pawła w Pieniężnie
Kościół Świętych Apostołów Piotra i Pawła – rzymskokatolicki kościół parafialny należący do dekanatu Pieniężno archidiecezji warmińskiej. Jeden z zabytków miasta.
Jest to neogotycka budowla wzniesiona w latach 1895–1897 na miejscu gotyckiego kościoła z XIV wieku. Zaprojektowana została zapewne przez Hilgera Hertla z Münster. Z dawnej świątyni zachowała się wieża, nadbudowana o jedną kondygnację. Nowy kościół został konsekrowany w 1897 roku przez biskupa Andrzeja Thiela.

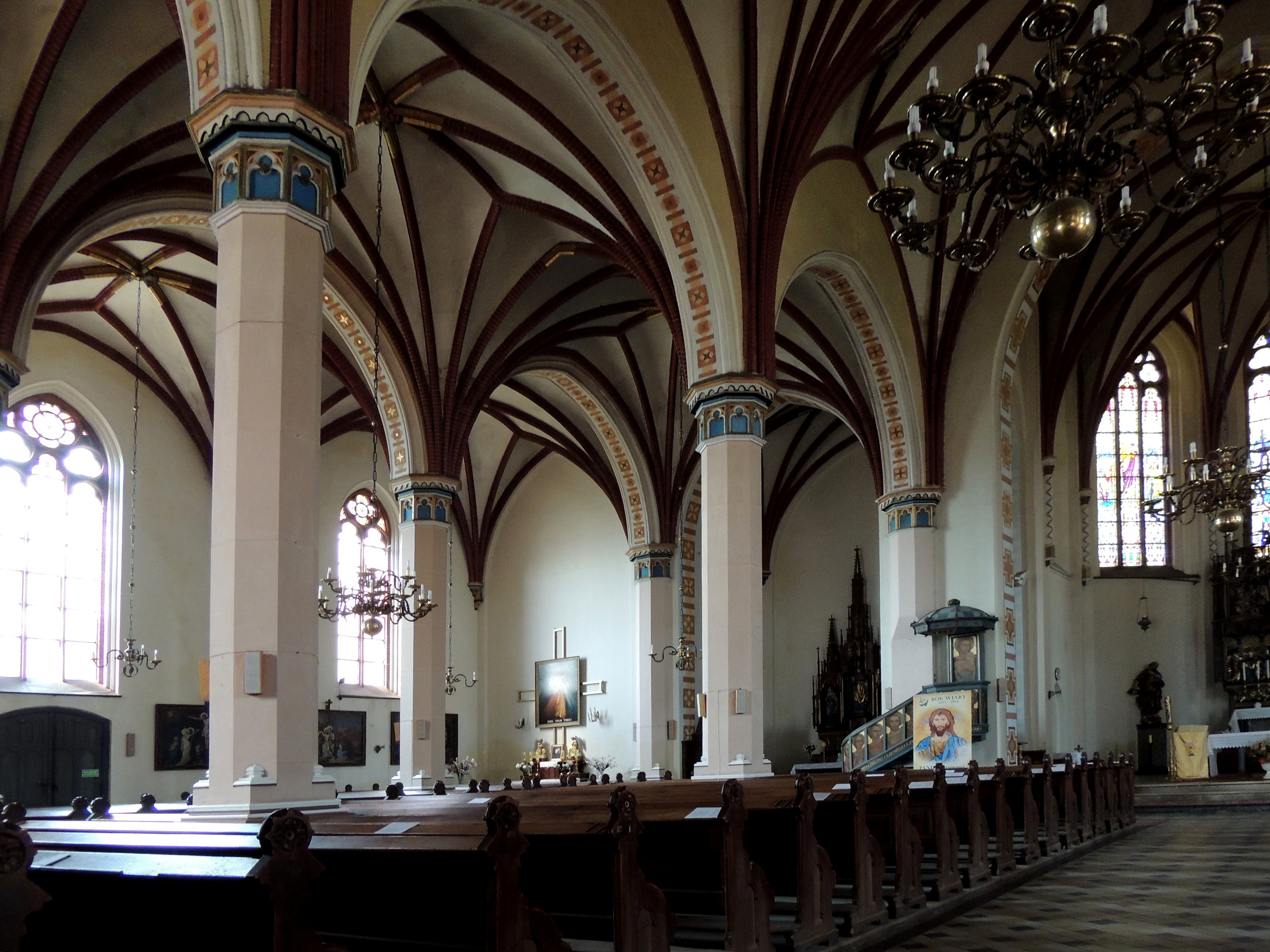
Wnętrze kościoła

Jest pięcionawową, orientowaną halą z wielobocznie zamkniętym prezbiterium oraz wspomnianą wyżej wieżą o wysokości 60 metrów, obudowaną z lewej i prawej strony kaplicami. Dolne partie wieży są gotyckie. Jej elewacje dekorowane są strzelistymi, ostrołukowymi blendami, z których środkowe ujęte są w profilowania. Górna kondygnacja, neogotycka, pochodząca z okresu budowy obecnego kościoła, zwieńczona jest szczytami.
Wnętrze kościoła jest nakryte sklepieniami gwiaździstymi, podpartymi ośmioma wąskimi, wielobocznymi filarami.
Wystrój i wyposażenie wnętrza kościoła reprezentują styl neogotycki i pochodzą z końca XIX wieku. Obejmują one: ołtarz główny, cztery ołtarze boczne, ambonę, chór muzyczny, prospekt organowy. Zachowały się również elementy dawnego wyposażenia, do których można zaliczyć m.in.: chrzcielnicę i dwie kropielnice z granitu, wykonane zapewne w średniowieczu, posągi św. Piotra i św. Pawła, pochodzące z dawnego ołtarza głównego, wykonane w 1688 roku przez Izaaka Rigę, obraz św. Wojciecha z fundatorem, proboszczem Abrahamem Beyerem, pochodzący z około 1685–1695 roku, obraz Matki Bożej Niepokalanie Poczętej, pochodzący z drugiej połowy XVII wieku, krzyż ołtarzowy ze srebra, pochodzący z lat 1581–1623, epitafium burmistrza Andrzeja Dromlera i jego małżonki, pochodzące z 1742 roku.